# Плех
Плех (нім. Plech) — громада в Німеччині, розташована в землі Баварія. Підпорядковується адміністративному округу Верхня Франконія. Входить до складу району Байройт. Складова частина об'єднання громад Бетценштайн.
Площа — 15,29 км2. Населення становить 1336 ос. (станом на 31 грудня 2020).

## Галерея

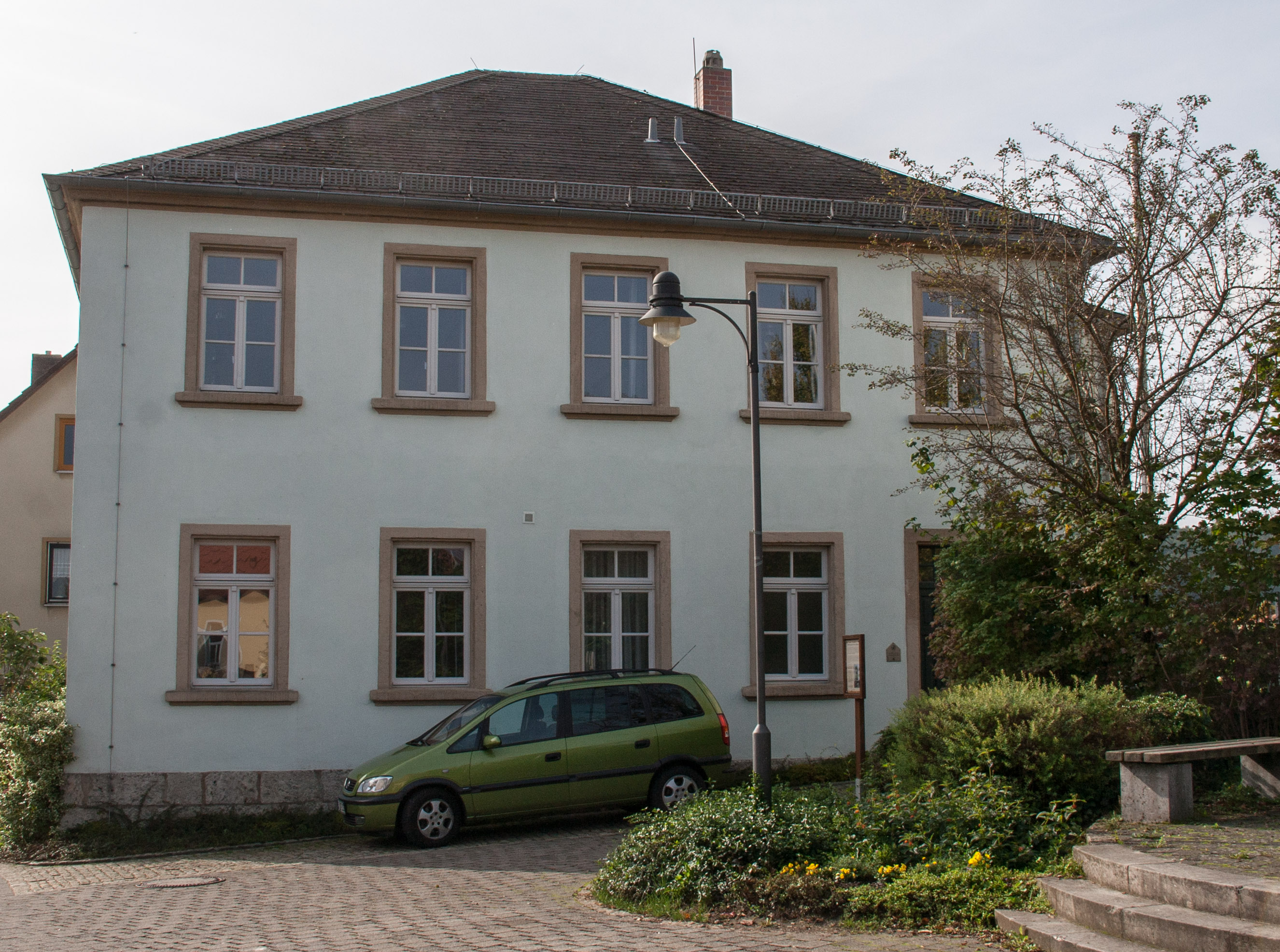
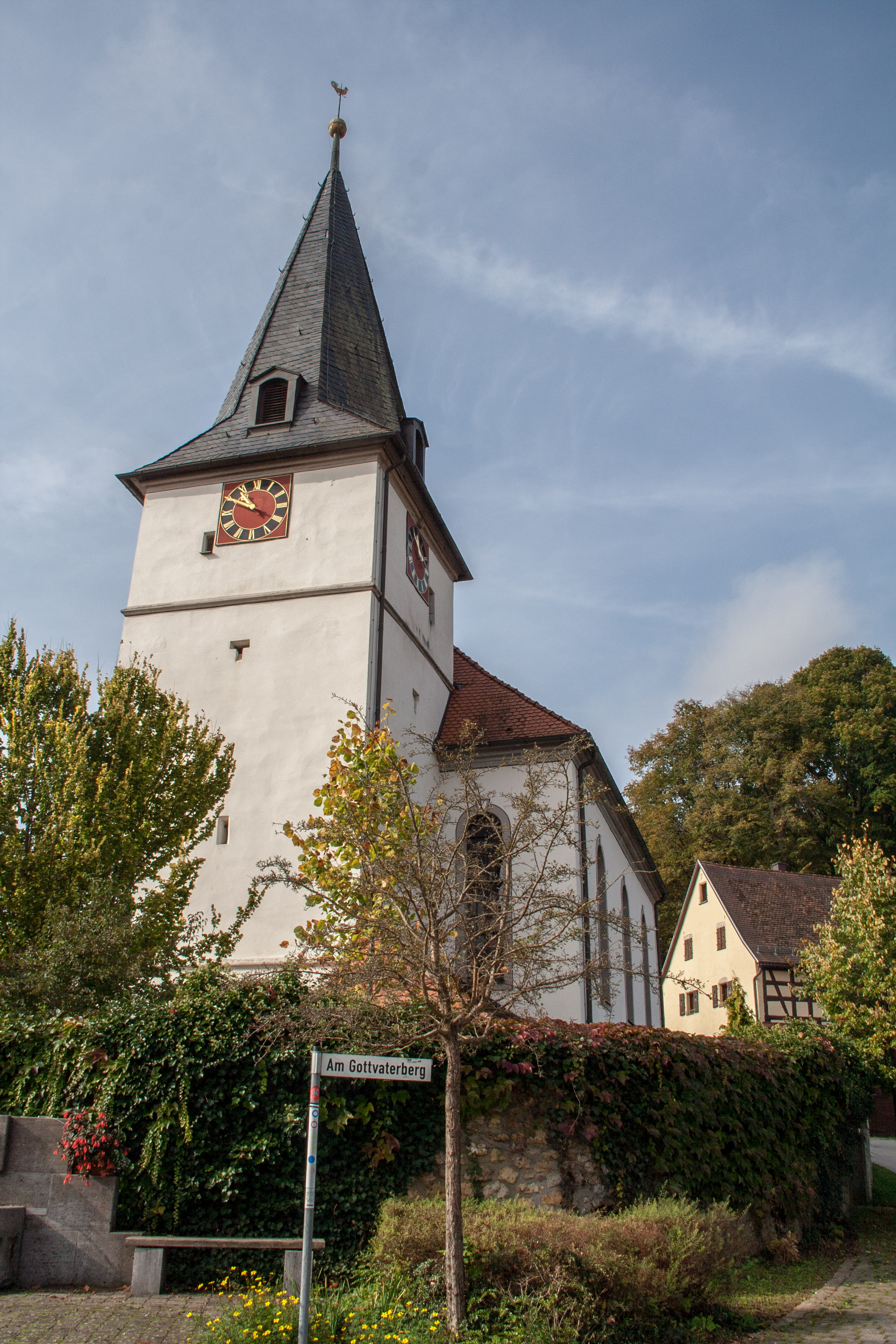
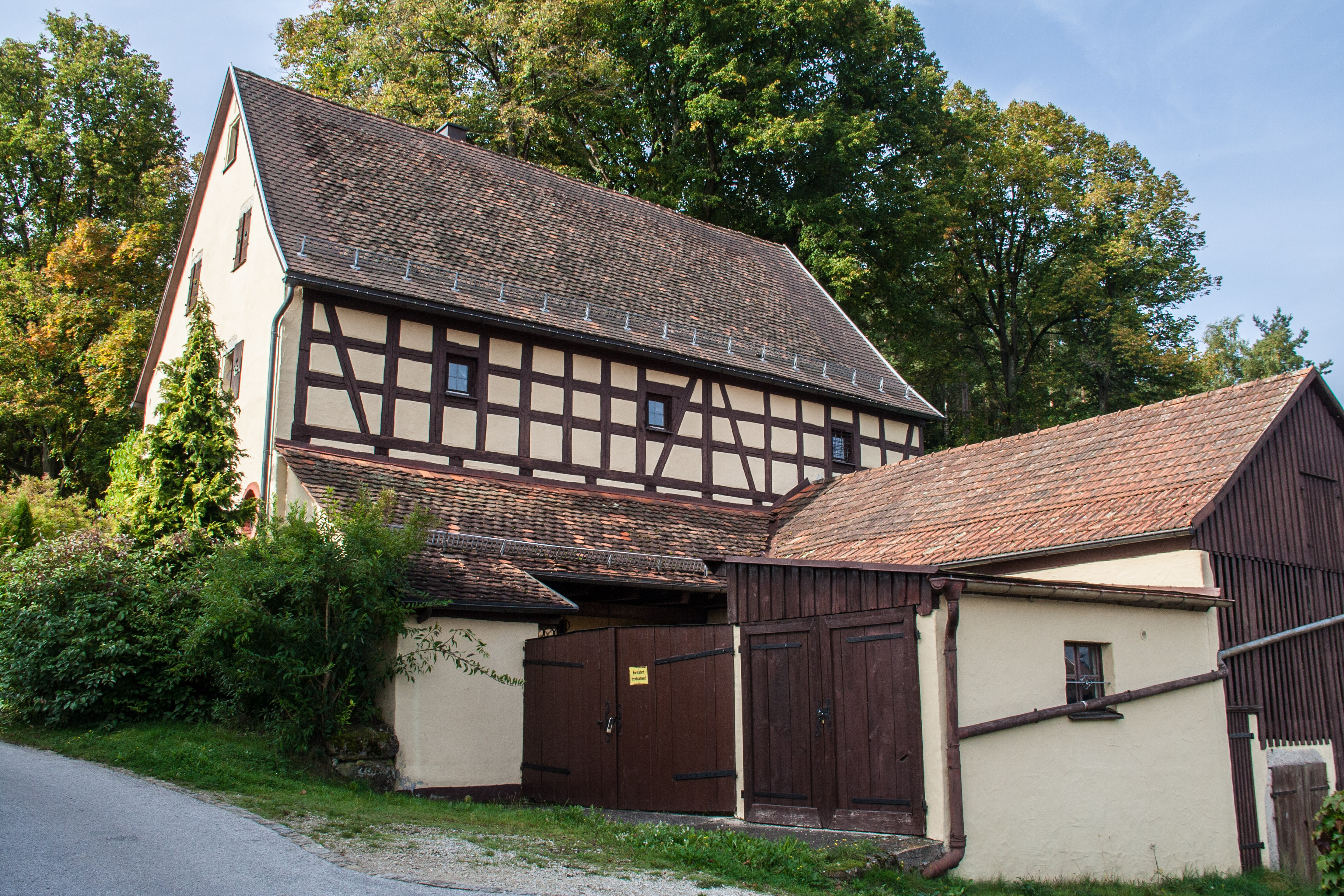
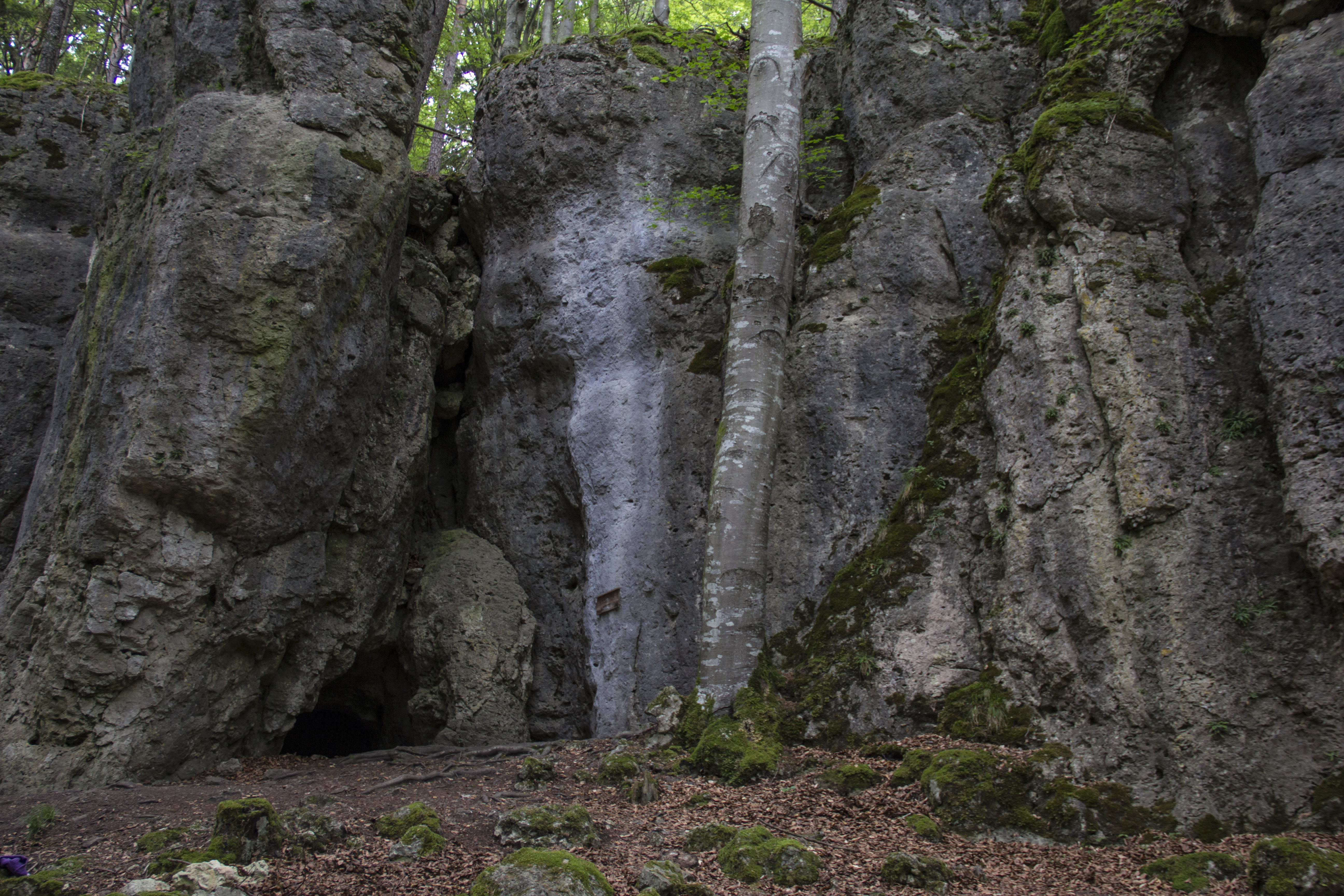